# Françoise Cirer Carbonell
Françoise Cirer Carbonell, en religion Françoise de la Vierge des Douleurs (Sencelles, Majorque, 1er juin 1781 - Sencelles, 27 février 1855), est une religieuse espagnole de la congrégation des Sœurs de la charité de saint Vincent de Paul de Majorque et reconnue bienheureuse par l'Église catholique. Elle est fêtée le 27 février.

## Biographie
Franciscana Cirer Carbonell naît à Sencelles sur l'île de Majorque. Dès son enfance, elle se sent appelée à la vie religieuse mais des difficultés innombrables l'en empêche. Elle exprime son désir de devenir religieuse dans un couvent de Palma, capitale de l'île de Majorque, mais son père s'y oppose fermement opposé, elle décide donc d'être religieuse dans sa propre maison, elle entre dans le Tiers-Ordre franciscain en 1798 et s'inscrit en 1813, dans la confrérie du Saint Sacrement tout en cultivant une profonde dévotion envers la Trinité, la Passion du Seigneur, à Notre-Dame des Douleurs et aux âmes du Purgatoire. À l'âge de 26 ans, au décès de sa mère (1807) et de ses frères, elle continue à habiter avec son père dans la maison familiale où elle est responsable de toutes les tâches domestique, ainsi que des soins de son père qui décède en 1821. À cette date, elle a quarante ans et réaffirme son intention de se consacrer à Dieu et aux autres.
Libérée de ses obligations familiales, elle continue à mener une vie religieuse à domicile en compagnie de Madeleine Cirer Bennassar, elle travaille aux champs, dont les recettes permettent de subvenir à ses besoins, à ceux de sa partenaire, ainsi qu'aux pauvres et aux malades, qui constituent le domaine privilégié de son apostolat. Elle enseigne le catéchisme surtout aux filles, elle organise des réunions et des soirées dansantes dans sa petite maison de campagne, au cours desquelles les jeunes assistent de manière licite.
En 1850, le recteur de Sencelles, Jean Molinas, décide de fonder une maison de charité dans la ville, dans l’esprit de la communauté des Filles de la charité de saint Vincent de Paul. Il en donne la direction à Françoise, qui a maintenant 70 ans, et qui offre sa maison et ses biens pour l'œuvre. Elle met sa fondation sous la protection de Notre-Dame des Douleurs, et le 7 décembre 1851, elle prononce ses vœux religieux avec deux autres femmes dans la nouvelle congrégation, prenant le nom de Françoise de la Vierge des Douleurs. Le même jour, l'approbation de la fondation est donnée par l'évêque du lieu avec pour objectif de servir les malades à domicile, instruire les jeunes femmes et enseigner le catéchisme aux jeunes et aux adultes. Françoise est supérieure de la petite communauté donnant l'exemple d'une prière intense et d'un zèle exemplaire dans l'accomplissement des tâches charitables de l'institution.
Elle meurt le 27 février 1855 des suites d'un accident vasculaire cérébral. Sa cause de béatification est introduite le 4 décembre 1940, elle est déclarée vénérable le 21 mars 1985 par le pape Jean-Paul II et béatifiée par le même pape le 1er octobre 1989. Son corps repose à Sencelles.

## Vénération
La bienheureuse Françoise Cirer est vénérée dans toute l'île de Majorque pour toutes les guérisons miraculeuses qui lui sont attribuées. Le 27 février, les habitants de Sencelles et d'autres villes descendent dans les rues pour faire une offrande florale à l'ancienne fondatrice des sœurs de la Charité. Chaque année depuis 1986, le deuxième dimanche de mai, un pèlerinage traverse la ville de Palma de Majorque du quartier de Sa Casa Blanca à celui de Son Roca où se trouve la Maison de la spiritualité. Le pèlerinage s'effectue à pied, à cheval ou en calèche. En 2005, elle a été nommée "Fille préférée de l'île" par le Conseil insulaire de Majorque. Depuis 2009, elle est la sainte patronne des catéchistes. Le pilote de F1 Pedro de la Rosa porte un timbre à son effigie à l'intérieur de son casque pour qu'elle le protège.

## Source
- (es) Cet article est partiellement ou en totalité issu de l’article de Wikipédia en espagnol intitulé « Franciscana Cirer » (voir la liste des auteurs).